# Aphonopelma eustathes
Aphonopelma eustathes là một loài nhện trong họ Theraphosidae.
Loài này thuộc chi Aphonopelma. Aphonopelma eustathes được Ralph Vary Chamberlin miêu tả năm 1940.